# Tríptico dos Infantes (Mestre da Lourinhã)
O Tríptico dos Infantes é um conjunto de três pinturas a óleo sobre madeira pintadas cerca de 1515-18 por artista de que se desconhece a identidade e que se julga ter sido o designado por Mestre da Lourinhã, pintor da escola luso-flamenga, obra que se encontra presentemente no Museu Nacional de Arte Antiga, em Lisboa.
Os quadros que constituem o Tríptico dos Infantes pertenceram ao Retábulo do altar-mor do Convento Dominicano de Nossa Senhora da Serra, em Almeirim (Portugal), fundado pelo rei D. Manuel I e cuja decoração inicial foi paga pela rainha D. Maria.
Os três painéis embora juntos actualmente numa moldura que os unifica não constituíam originalmente um tríptico. Fizeram parte de um grande retábulo que o rei D. Manuel mandou fazer para a capela mor da igreja do mosteiro dominicano em Almeirim, vila com paço e muito frequentada pela corte portuguesa desde a Idade Média pela abundância de caça. As crónicas dizem o rei se fez representar que nesse retábulo com sua mulher, D. Maria, e todos os seus filhos e filhas, o que leva a imaginar um grande e singular retrato colectivo da família real. Infelizmente só nos chegaram as representações de D. João, futuro rei, e de um dos seus irmãos, provavelmente D. Luís.
Para o historiador Adriano de Gusmão, este Tríptico é obra de grande qualidade plástica na pintura dos panejamentos e fina execução das carnações, revelando em vários pormenores características da pintura flamenga, mas não alcança o virtuosismo das de origem neerlandesa e o nível destas que as torna incomparáveis e admiráveis.

## Descrição

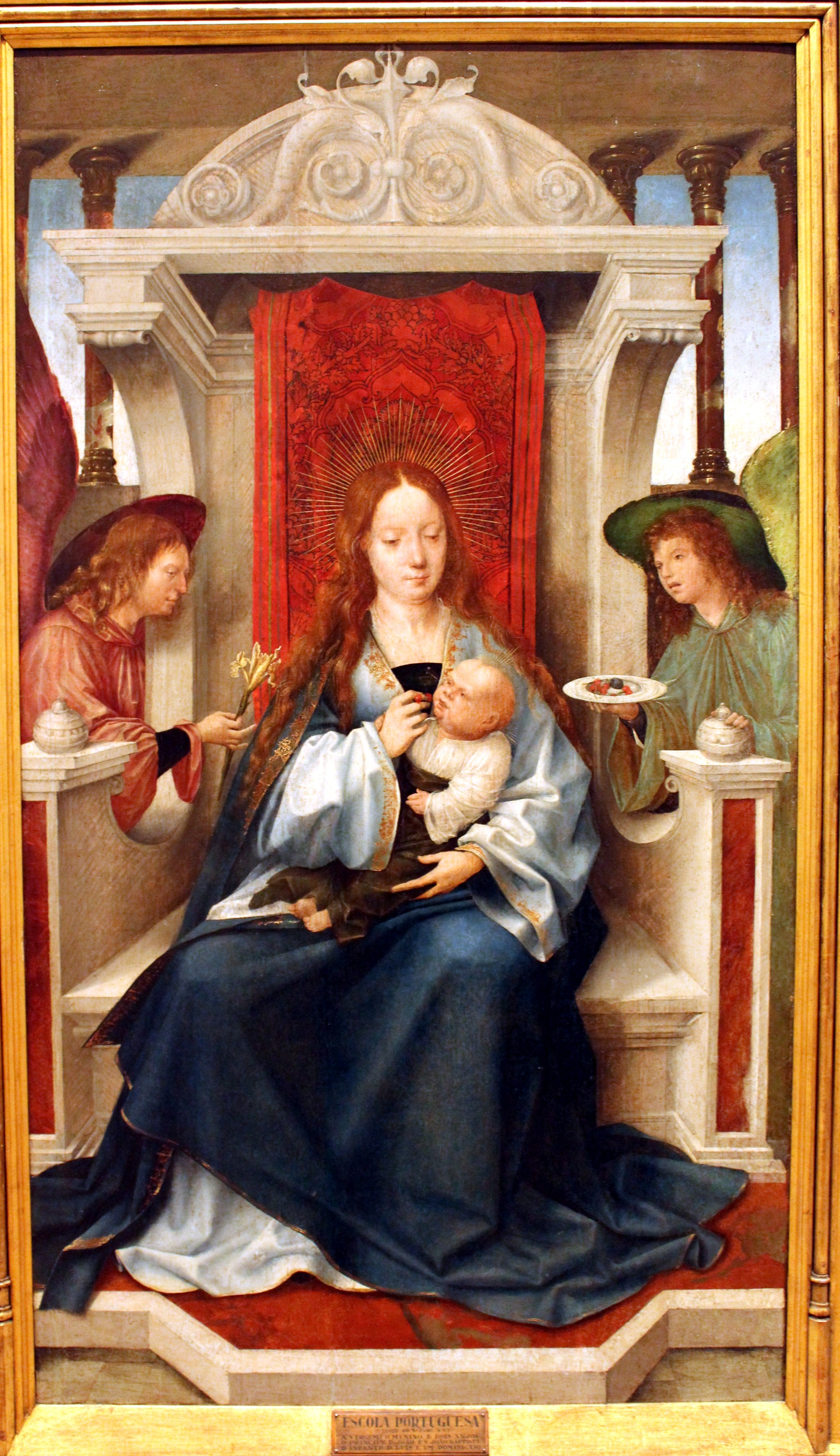
Virgem com o Menino e Anjos, painel central do Tríptico

Adriano de Gusmão, que questiona a identificação usual dos príncipes, sublinha as graciosas figuras deles, ainda que sob o peso da hierarquia e da opulência dos mantos. Os rostos são finamente tratados, mais belos e vivos que os oferecidos ao Menino Jesus. E as vestes quase reais brilham do ouro que borda a relevo os tecidos de brocado, de um cinzento pérola e de um violáceo discreto na sua ampla e folgada manga, de onde pendem renascentistas espigas azuis no manto do pseudo D. João.
O brocado que forra a banqueta/estante deste painel é outra nota de cor, no seu carmesim desbotado, que se harmoniza com as do trajo do menino. Este painel é muito bem composto, pintado em profundidade e o que estava em melhor estado de conservação. S. João Batista dispõe-se em muito boa escala envergando um soberbo manto vermelho realçado pela cortina em fundo de um verde velho e escuro.
Conclui Adriano de Gusmão que o efeito mais bonito e quase monumental deste Tríptico é o da italianizada loggia que se recorta em fundo, numa rara correnteza de pequenas colunas de pórfiro através dos quais entra uma luz suave de um céu azul e sereno.

### Virgem com o Menino e Anjos
Virgem com o Menino e Anjos é o painel central do Tríptico tendo de altura 156 cm e de largura 88 cm.
Para Adriano de Gusmão, a influência mais manifesta é a de Quentin Metsys o que era frequente na pintura portuguesa da época, notada quer no macio manto azul da Virgem Maria, quer especialmente na decoração maneirista do fundo e do trono, aspectos que se afastam de Francisco Henriques e se aproximam de Frei Carlos.

### O Príncipe D. João e São João Baptista

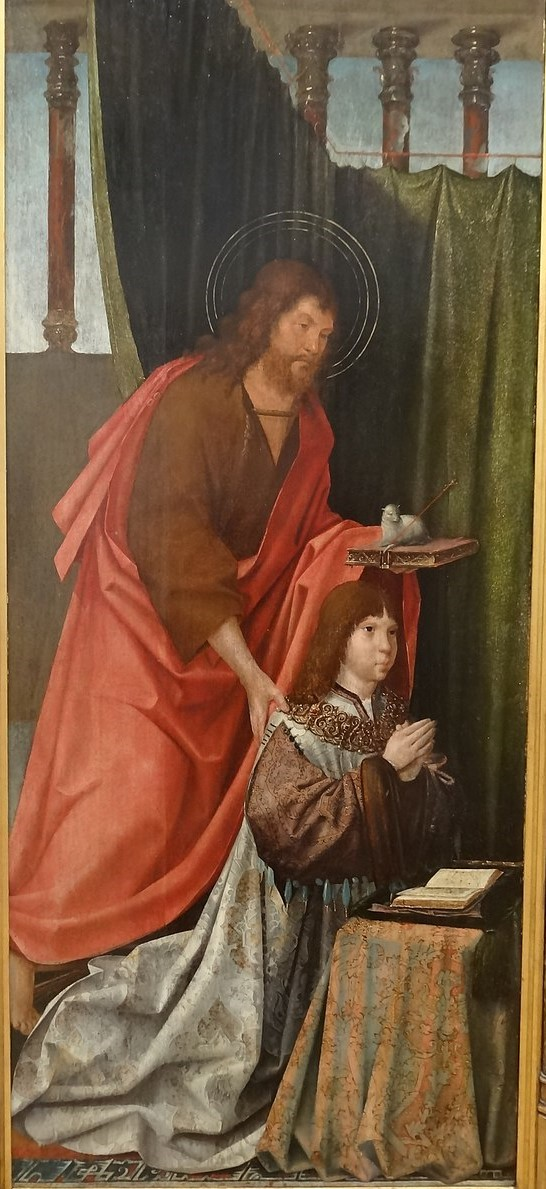
O Príncipe D. João e São João Baptista, painel esquerdo do chamado Tríptico dos Infantes

O Príncipe D. João e São João Baptista é o painel lateral esquerdo do Tríptico tendo de altura 157 cm e de largura 67,5 cm.
Esta pintura constitui o primeiro retrato conhecido do príncipe D. João, futuro rei D. João III que, à data da pintura deveria ter 13 a 15 anos de idade. O Príncipe está a rezar ajoelhado, envergando um rico manto e portando um colar de ouro com pedras incrustradas e motivos decorativos em forma de S. Está acompanhado pelo seu santo padroeiro, São João Baptista, que veste uma túnica castanha e um manto vermelho, apoiando a mão direita no ombro do infante.
A cena decorre num espaço coberto cuja parede de fundo é constituída por uma arcaria de colunas marmoreadas e capitéis dourados que se abre sobre um céu azul. Cobrindo parte desta arcaria encontra-se armada uma cortina verde que imprime uma nota de recolhimento e intimidade.
São João Baptista encontra-se de pé, apoiando a sua mão direita sobre o ombro do príncipe, um gesto de solidariedade e de conforto, e na esquerda segura o livro fechado com o cordeiro de Deus, símbolos das prédicas no deserto, livro encadernado a couro, com um fecho metálico no centro, e o corte das folhas decoradas a ouro com formas ziguezagueantes, tendo no centro umas formas circulares. De sublinhar que a pata esquerda do cordeiro pousa no fecho do livro, sendo o cordeiro o único digno de abrir o livro. O infante está de joelhos, e de mãos postas em frente do genuflexório, coberto de damasco lavrado, sobre o qual se encontra aberto um livro de orações que assenta numa almofada preta protegida por um tecido violáceo.
O olhar do jovem Príncipe dirige-se para fora do espaço que ocupa, estando ausente o objecto da sua devoção. O livro que tem à sua frente encontra-se aberto, acompanhando o momento de devoção e reflexão com a sua leitura, podendo também significar a necessidade de leitura da verdade revelada, e a importância do conhecimento escrito, sendo reconfortantes a palavra e a sua leitura. Não é visível qualquer iluminura, embora pareça que no fólio esquerdo exista a tentativa de dar a ilusão de iluminura através da utilização de cor azul, sendo o “texto” representado apenas por pequenas pinceladas de cor castanha. Apesar de não existir nenhum rigor em relação ao “texto”, o corte das folhas é decorado a ouro com brocado em forma ziguezagueante, sendo menos rico em pormenor comparado com o livro de São João Baptista. Os livros unem os dois personagens, ao mesmo tempo que constituem um testemunho de fé, sendo tão ou mais importantes que as restantes imagens.

### O Príncipe D. Luís e um santo Dominicano

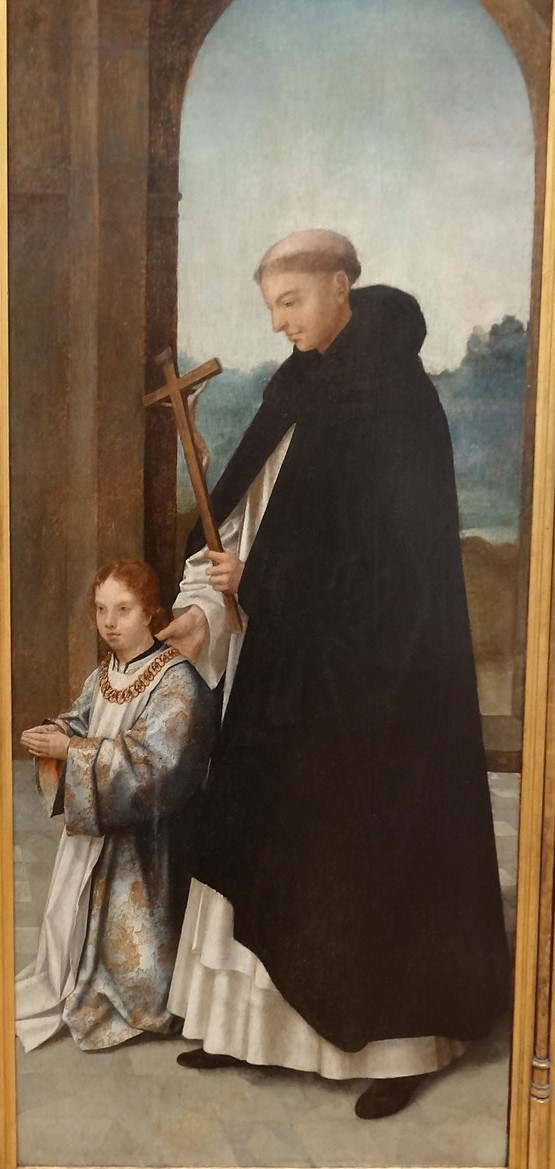
O Príncipe D. João e São João Baptista, painel esquerdo do chamado Tríptico dos Infantes

O Príncipe D. Luís e um santo Dominicano é o painel direito do Tríptico tendo de altura 157 cm e de largura 67,5 cm.
O jovem Príncipe veste opa e gibão e usa um colar de ouro tendo junto a si um monge dominicano da ordem a cujo convento a pintura inicialmente se destinou. Este monge segura na mão esquerda um crucifixo de madeira e enverga um hábito da Ordem Dominicana constituído por escapulário e vestido brancos e manto preto.
As duas figuras estão viradas para o centro do Tríptico decorrendo a cena num espaço interior cuja parede abre através de um arco para um fundo de paisagem verdejante.

## História
Cerca de um século após a pintura das obras, Frei Luís de Sousa, em História da Ordem de S. Domingos, cuja publicação foi iniciada em 1623, descreve o Retábulo do Convento Real de Nossa Senhora da Serra, como sendo constituído por vários painéis e tendo representadas as figuras do próprio Rei, da Rainha e dos seus descendentes orando à Virgem Maria. Este historiador refere que D. Manuel «não só mandou fazer a Casa como tratou de a ornar por muitos modos», como foi «o primeiro a dar-lhe hum retabolo, em que se mandou retratar com a Rainha Dona Maria; e despois todos seus filhos e filhas, que hoje dura.» Dado que apenas chegaram até ao presente as pinturas que têm representados D. João e D. Luís, e um painel central, A Virgem com o Menino, do retábulo original desapareceram os painéis com os retratos de D. Manuel e D. Maria, D. Isabel, D. Beatriz, D. Fernando, D. Afonso e D. Henrique. 
A datação do Retábulo, em cerca de 1515, deriva de Frei Luís de Sousa mencionar que um dos retratados, o infante D. Henrique, «(...) não se contentando de estar retratado com seu pai, e irmãos no retabolo da Capella mór em idade pueril, se mandou retratar depois de velho, diante do Crucifixo do Altar de Jesus (...)». Uma vez que D. Henrique nasceu em Janeiro de 1512 e se faz alusão à sua idade pueril, é válida a hipótese de colocar esta empreitada entre os anos de 1515-1518, ano da morte da Rainha D. Maria. Por outro lado, e admitindo-se como cerca de 1515 o ano da feitura da obra, tal significa que os dois príncipes representados - D. João e D. Luís (?) - teriam na altura 13 e 9 anos, respectivamente, o que está em concordância com a figuração das personagens no retábulo.
Em 1740, de acordo com o relato de Frei Inácio da Piedade e Vasconcelos, em História de Santarém Edificada, o Retábulo continuava montado na capela-mor do mosteiro, mosteiro que se encontrava em ruínas quando da extinção das ordens religiosas em 1834.
Na segunda metade do século XIX, estas pinturas integraram o acervo que esteve na base da colecção de pintura do Museu Nacional de Arte Antiga, tendo sido inicialmente atribuídas a Grão Vasco por Atanazy Raczyński.
Em 1888, Carl Justi agrupou os três painéis num tríptico, apontando como seu autor um mestre desconhecido integrado na escola luso-flamenga tendo-os considerado como próximos do mestre do Políptico do Convento de São Francisco de Évora. Desde então, e até ao presente este conjunto tem sido designado por Tríptico dos Infantes.
O primeiro restauro a que as pinturas foram submetidas ocorreu em 1910, por Luciano Freire, e revelou que a uniformidade dos fundos impedia uma leitura e interpretação corretas da obra, pondo inclusive em causa o seu agrupamento em tríptico.
Face à inexistência de documentos conclusivos, por semelhança estilística, vários estudiosos têm atribuido a autoria deste Tríptico a vários autores. Assim, mais tarde, Émile Bertaux atribuiu o Tríptico dos Infantes a Frei Carlos proposta subscrita por José de Figueiredo. Reinaldo dos Santos, considerando ser nítida a participação de dois artistas, atribuiu a autoria do Tríptico a Francisco Henriques com a colaboração de Frei Carlos no painel central. Depois, Luís Reis-Santos associou este Tríptico ao grupo de obras unificadas sob a denominação de Mestre da Lourinhã.

### Outra bibliografia
- Batóreo, Manuel, Pintura Portuguesa do Renascimento: O Mestre da Lourinhã, Caleidoscópio, 2004, ISBN: 9789728801491.
- Figueiredo, José de - "Introdução a um Ensaio sobre a Pintura Quinhentista em Portugal", in Boletim de Arte e Arqueologia, Fasc. I. Lisboa: 1921.
- Figueiredo, José de - "Frey Carlos", in Lusitania, Vol. I. Lisboa: Bib. Nacional, 1924.
- Freire, Luciano - "Frey Carlos", in Terra Portuguêsa, Nº 35-36. Lisboa: Of. Anuário Comercial, 1922.
- Markl, Dagoberto; Pereira, Fernando António Baptista - "A pintura num período de transição", in História da Arte em Portugal, Vol. VI - O Renascimento. Lisboa: Alfa, 1986.
- Raczynski, Conde Atanazy - Dictionnaire Histórico-Artistique du Portugal pour faire à l'ouvrage ayant pour titre les arts en Portugal. Paris: Jules Renouard, 1847.
- Reis-Santos, Luís - Frei Carlos. Lisboa: Livraria Bertrand, 1940.
- Reis-Santos, Luis - O Mestre da Lourinhã. Lisboa: Artis, 1963.
- Rodrigues, Dalila - "A Pintura do Período Manuelino", in História da Arte Portuguesa (dir. Paulo Pereira), Vol. II. Lisboa: Círculo de Leitores, 1995.
- Santos, Reynaldo dos - "O pintor Francisco Henriques" in Boletim da Academia Nacional de Belas-Artes, IV. Lisboa: 1938.
- Santos, Vítor Pavão dos - "A Virgem com o Menino e Dois Príncipes", in Os Descobrimentos Portugueses e a Europa do Renascimento. «O Homem e a Hora são um Só» - A Dinastia de Avis (catálogo da XVII exposição de Arte, Ciência e Cultura, núcleo da Casa dos Bicos). Lisboa: Presidência Cons. Ministros, 1983.
- Serrão, Vítor - "O Mestre da Lourinhã e a pintura renascentista da Escola de Lisboa", in Arte e Sociedade na Época Manuelina. Setúbal: 1991.
- Serrão, Vítor - "O Princípe D. João e São João Baptista", in No Tempo das Feitorias. A Arte Portuguesa na Época dos Descobrimentos (catálogo da exposição). Lisboa: IPM, 1992.